# María Teresa Dova
Maria Teresa Dova és una física Argentina nascuda a Alberti, província de Buenos Aires.
Maria Teresa va estudiar en la Universitat Nacional de La Plata, on es va doctorar l'any 1988. Va obtenir una beca postdoctoral per fer estudis a Suïssa en física d'altes energies, sota la supervisió del Premi Nobel Samuel Chao Chung Ting.
Al 1992, de tornada a l'Argentina, va ingressar com a docent i investigadora a la Universitat Nacional de La Plata i al CONICET. Al 1996 es va incorporar a l'Observatori Pierre Auger, dissenyat per estudiar raigs còsmics d'altes energies.
Des de 2005 participa en l'Experiment ATLAS en l'Organització Europea per a la Recerca Nuclear (CERN). Al 2016 va ser distingida com a Ciutadana il·lustre de la província de Buenos Aires.

## Publicacions
Maria Teresa Dova ha publicat nombrosos treballs, alguns d'ells en col·laboració nacional i internacional amb altres investigadors.
Measurement of the differential cross-sections of prompt and non-prompt production of  and  in ppcollisions at  and 8 TeV with the ATLAS detector, en coautoría con Aad, G., Abbott, B., Abdallah, J. y otros. The European Physical Journal C (2016) 76: 283. {{format ref}} https://doi.org/10.1140/epjc/s10052-016-4050-8